# Opsanus tau
Opsanus tau is een straalvinnige vissensoort uit de familie van de kikvorsvissen (Batrachoididae). De wetenschappelijke naam van de soort is gepubliceerd in 1766 door Linnaeus als Gadus tau.